# Samtfußrüblinge
Die Samtfußrüblinge (Flammulina) sind eine Pilzgattung aus der Familie der Physalacriaceae. Die Pilze wachsen meist in Büscheln an totem oder lebendem Holz. Die frostresistenten Fruchtkörper erscheinen überwiegend im Winter und gelten als essbar. In der asiatischen Küche ist der Gemeine Samtfußrübling ein geschätzter Speisepilz und wird deshalb auch kultiviert. Üblicherweise wird die Gattung den sogenannten Little brown mushrooms zugeordnet.

## Merkmale

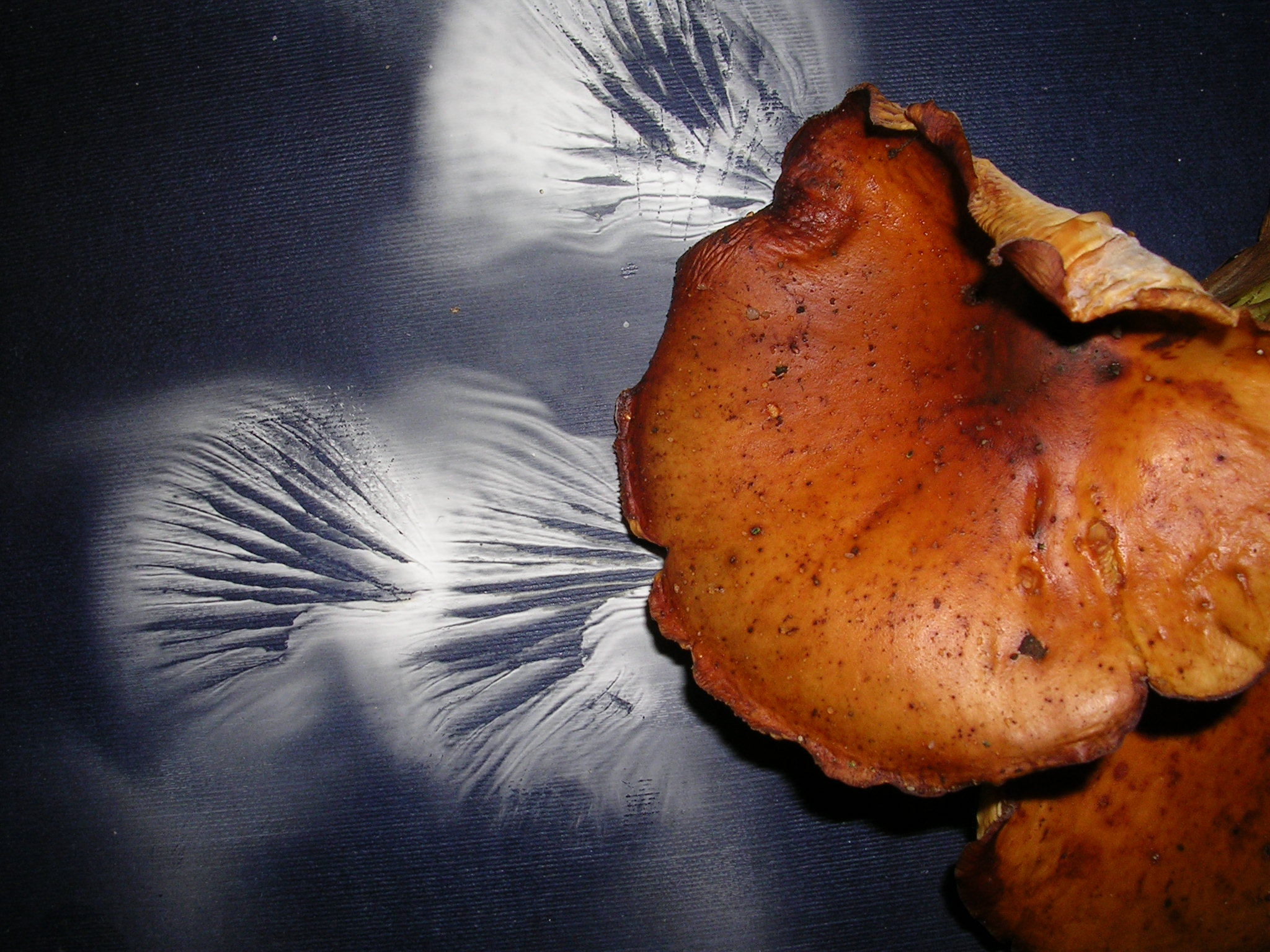
Das Sporenpulver der Samtfußrüblinge hinterlässt einen weißen Abdruck.

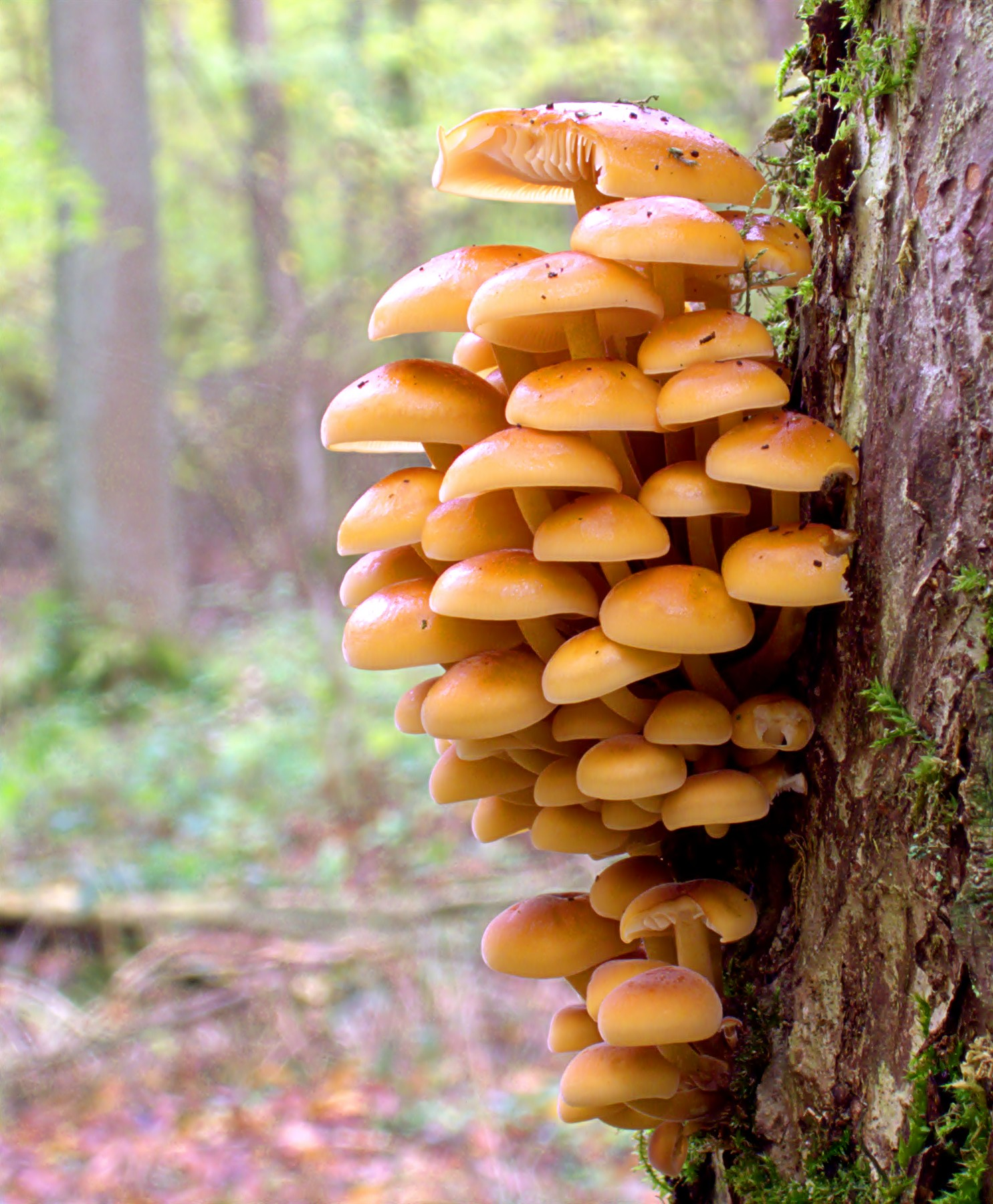
Samtfußrüblinge fruktifizieren meist in Büscheln.

### Makroskopische Merkmale
Der flach gewölbte bis niedergedrückte Hut misst bis zu 6(–10) cm im Durchmesser und hat eine weiße, gelbe, ocker bis orangebraune Färbung. Typisch ist eine ausgeprägt glänzend-schmierige bis schleimige Hutoberfläche, die klebrig abtrocknet. Die Lamellen sind frei bis am Stiel angewachsen, laufen aber nie daran herab. Das Farbspektrum reicht von weißlich über blass ocker bis hin zu ockergelb und ockerbraun. Das Sporenpulver hinterlässt einen weißen bis blass cremefarbenen Abdruck. Der wurzelnde Stiel besitzt eine knorpelig-gelatinöse Konsistenz und eine samtig-flaumige Rinde. Selten erscheint er auf ganzer Länge weiß bis creme-weiß, oftmals ist nur die Spitze creme bis gelb-ocker und der Teil unterhalb braun bis schwarz gefärbt. Das Fleisch ist knorpelig-gelatinös, im Stiel faserig-zäh und schmeckt mild.

### Mikroskopische Merkmale
Die elliptischen, schlank elliptischen, zylindrisch-elliptischen bis zylindrischen Sporen sind meist 6–12(–14) µm lang (bei Flammulina cephalariae bis 17 µm lang) und zeigen in Iod-Lösung und Baumwollblau keine Farbreaktion (inamyloid bzw. acyanophil). Meist kommen sowohl auf den Lamellen als auch auf dem Hut und dem Stiel Zystiden vor. Die Hyphen haben Schnallen an den Querwänden.

## Gattungsabgrenzung
Potenzielle Doppelgänger finden sich unter den Flämmlingen (Gymnopilus) und Schüpplingen (Pholiota).

## Ökologie
Die Fruchtkörper wachsen überwiegend büschelig, seltener einzeln auf totem oder lebendem Holz bzw. verholzten Wurzeln, z. B. der Dornigen Hauhechel (Ononis spinosa) und des Weißblütigen Schuppenkopfs (Cephalaria leucantha).
Die Art Flammulina velutipes wächst im Frühsommer bis Spätherbst oder Frühwinter auf verfaulten Baumstümpfen und Wurzeln von Laubbäumen, sein wurzelähnlicher Stiel (Pseudorhiza) wächst in der Regel auf verfaultem Holz, das im Boden vergraben ist. Die Art ist essbar und ein berühmter Speisepilz in China, Produktname ist „Enoki-Pilz“ oder „needle mushroom“, es gibt hiervon weiße und braune gezüchtete Sorten. Kulturen der Art wurden im Space Shuttle Columbia untersucht, um das Wachstum mit geringer Schwerkraft zu untersuchen.
Die Art Flammulina yunnanensis wächst im Sommer bis Herbst auf morschem Holz von subtropischen Laubbäumen. Sie ist essbar.

## Arten
Die Gattung umfasst weltweit 17 Arten, wovon in Europa 8 vorkommen.
| Samtfußrüblinge (Flammulina) in Europa |                         |                                                  |
| \| Deutscher Name \| Wissenschaftlicher Name \| Autorenzitat \| \| ------------------------------------------------------------------ \| ----------------------- \| ------------------------------------------------ \| \| Schuppenkopf-Samtfußrübling \| Flammulina cephalariae \| Pérez-Butrόn & Fern.-Vic. 2007 \| \| Langsporiger Samtfußrübling \| Flammulina elastica \| (Lasch 1887) Redhead & R.H. Petersen 1999 \| \| Blasshütiger Samtfußrübling Wurzelnder Samtfußrübling \| Flammulina fennae \| Bas 1983 \| \| Finnischer Samtfußrübling \| Flammulina finlandica \| P.M. Wang, Y.C. Dai, E. Horak & Zhu L. Yang 2018 \| \| Hauhechel-Samtfußrübling Steppen-Samtfußrübling Triften-Winterpilz \| Flammulina ononidis \| Arnolds 1977 \| \| Pappel-Samtfußrübling \| Flammulina populicola \| Redhead & R.H. Petersen 1999 \| \| Russischer Samtfußrübling Rossica-Samtfußrübling \| Flammulina rossica \| Redhead & R.H. Petersen 1999 \| \| Gemeiner Samtfußrübling \| Flammulina velutipes \| (Curtis 1782 : Fr. 1821) Singer 1951 [1949] \| |                         |                                                  |
| Deutscher Name | Wissenschaftlicher Name | Autorenzitat                                     |
| Schuppenkopf-Samtfußrübling | Flammulina cephalariae  | Pérez-Butrόn & Fern.-Vic. 2007                   |
| Langsporiger Samtfußrübling | Flammulina elastica     | (Lasch 1887) Redhead & R.H. Petersen 1999        |
| Blasshütiger Samtfußrübling Wurzelnder Samtfußrübling | Flammulina fennae       | Bas 1983                                         |
| Finnischer Samtfußrübling | Flammulina finlandica   | P.M. Wang, Y.C. Dai, E. Horak & Zhu L. Yang 2018 |
| Hauhechel-Samtfußrübling Steppen-Samtfußrübling Triften-Winterpilz | Flammulina ononidis     | Arnolds 1977                                     |
| Pappel-Samtfußrübling | Flammulina populicola   | Redhead & R.H. Petersen 1999                     |
| Russischer Samtfußrübling Rossica-Samtfußrübling | Flammulina rossica      | Redhead & R.H. Petersen 1999                     |
| Gemeiner Samtfußrübling | Flammulina velutipes    | (Curtis 1782 : Fr. 1821) Singer 1951 [1949]      |

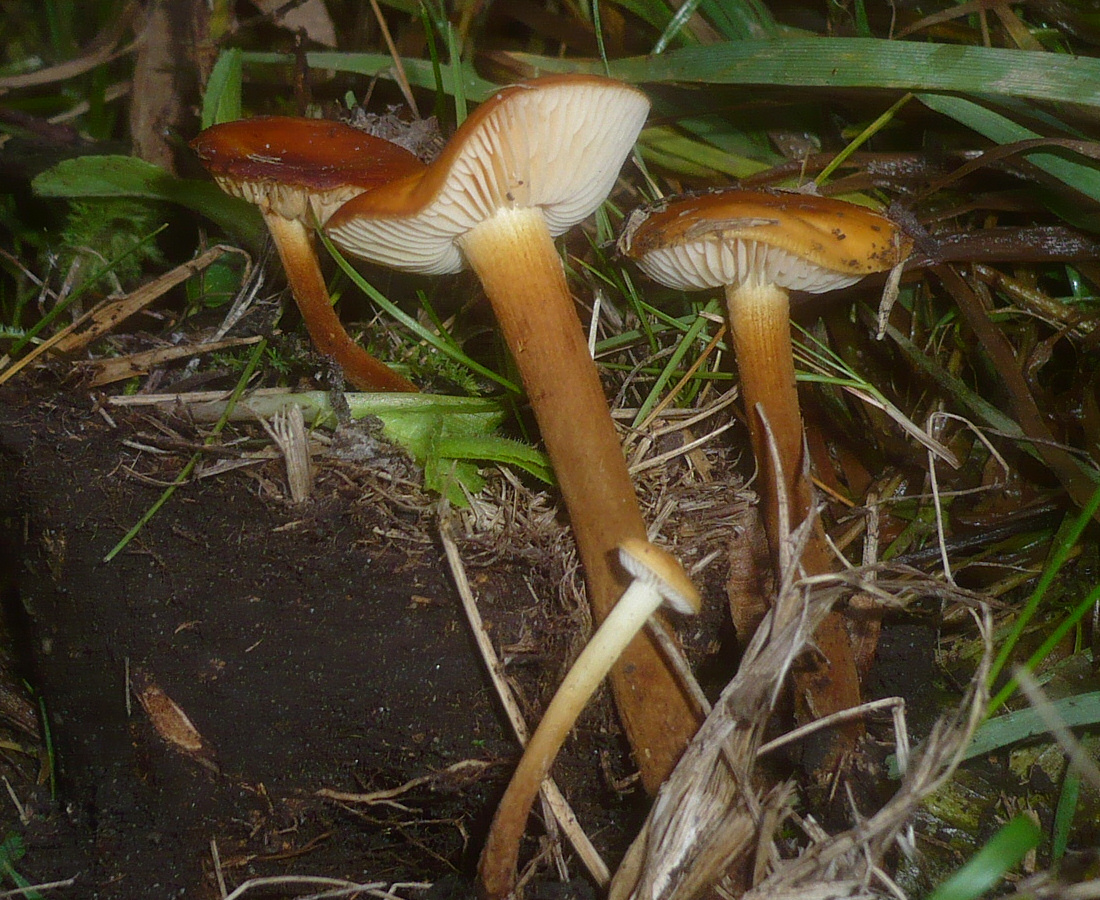
Hauhechel-Samtfußrübling (Flammulina ononidis)
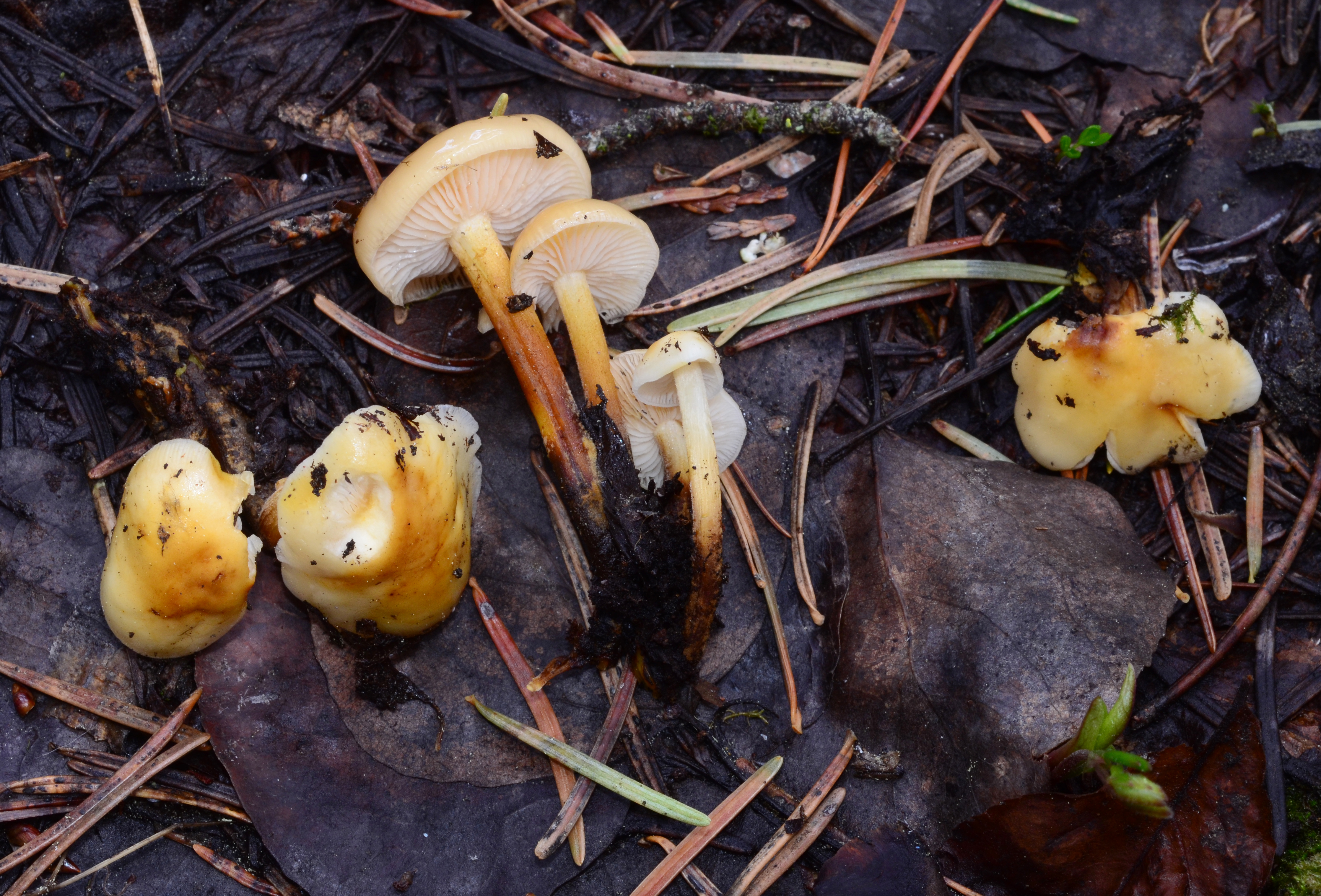
Pappel-Samtfußrübling (Flammulina populicola)

## In die GattungLaccariopsisausgelagerte Art
Die mit Gemeinem Strandhafer vergesellschaftete Laccariopsis mediterranea, zunächst beschrieben als Hydropus mediterraneus, war zuvor als Flammulina mediterranea (Mediterraner Samtfußrübling) unter anderem der Gattung der Samtfußrüblinge zugeordnet, danach als Xerula mediterranea („Ziegelrötlicher Wurzelrübling“) der Gattung Wurzelrüblinge; unter dem letztgenannten Synonym wird er auch im Pilzkompendium geführt, in dem eine Anmerkung erläutert, dass die gattungsmäßige Zuordnung dieses Pilzes noch nicht endgültig gesichert sei.
| Deutscher Name | Wissenschaftlicher Name | Autorenzitat |
| -------------- | --- | --- |
|                | Laccariopsis mediterranea syn. Flammulina mediterranea syn. Xerula mediterranea syn. Oudemansiella mediterranea syn. Hydropus mediterraneus | (Pacioni & Lalli 1985) Vizzini 2013 [2012] (Pacioni & Lalli 1985) Bas & Robich 1988 (Pacioni & Lalli 1985) Quadr. & Lunghini 1990 (Pacioni & Lalli 1985) E. Horak 1988 Pacioni & Lalli 1985 |

## Etymologie
Der Vernakularname Samtfußrüblinge besteht aus zwei Wortteilen. Der Begriff Samtfuß bezieht sich auf den samtig überzogenen Stiel. Das Wort Rüblinge wurde früher als deutschsprachiger Name für Lamellenpilze mit gummiartig elastischem, zähem Stiel verwendet.
In der Originalbeschreibung der Gattung Flammulina, die ursprünglich nur aufgestellt wurde, um ihr den Gemeinen Samtfußrübling  zuzuordnen, wird keine Erklärung der Etymologie angegeben. Früher wurden Arten der heutigen Gattungen der Flämmlinge, die durch fehlenden Ring am Stiel und ähnlich freudige Hutfarben den Samtfußrüblingen äußerlich ähnlich sehen können, der Gattung Flammula zugeordnet. Das lateinische Wort Flammulina ist eine die Verkleinerungsform des Wortes Flammula, welches wiederum die Verkleinerung des Wortes Flamma ist, welches im Deutschen Glut, Flamme oder Feuer bedeutet. Der Gattungsname kann sich daher direkt auf die Ähnlichkeit des Gemeinen Samtfußrüblings zu früheren Arten der Gattung Flammula beziehen oder unabhängig davon aufgrund der lebhaft Gelb-Orange-Färbung davon den Gemeinen Samtfußrübling mit dem Begriff „kleines Flämmchen“ belegen.